# Pedicularis bicornuta
Pedicularis bicornuta är en snyltrotsväxtart som beskrevs av Johann Friedrich Klotzsch. Pedicularis bicornuta ingår i släktet spiror, och familjen snyltrotsväxter. Utöver nominatformen finns också underarten P. b. adenocalyx.